# Ditta
La ditta, nell'ordinamento giuridico italiano,  è uno dei segni distintivi dell'azienda, l'unico a essere obbligatorio, ed è nome sotto il quale l'imprenditore individuale esercita la sua impresa, compie gli atti di impresa, assume obbligazioni, acquista diritti e, più in generale, diventa punto di riferimento soggettivo dei rapporti giuridici relativi all'impresa.

## Elementi della ditta
Essa è formata da un elemento necessario, costituito dal cognome o dalla sigla dell'imprenditore, e da un elemento eventuale, cioè facoltativo, che può essere costituito anche da parole liberamente scelte.
Infatti, a norma dell'art. 2563, secondo comma, del Codice civile, «la ditta, comunque sia formata, deve contenere almeno il cognome  o la sigla dell'imprenditore, salvo quanto è disposto dall'art. 2565», cioè salvo che nel caso di trasferimento della ditta.

## Teorie della ditta
Intorno alla nozione di ditta, nel corso del tempo sono state sviluppate in dottrina diverse teorie che possono essere ricondotte alle seguenti tre principali: la teoria oggettiva, la teoria soggettiva e la teoria unitaria.

### Teoria della ditta soggettiva
La teoria soggettiva, la più antica, identifica l'imprenditore con la ditta, per cui essa è formata solo dal nome (e cognome) del titolare dell'azienda, o tutt'al più dal solo cognome.
Di conseguenza, la ditta è intrasferibile per qualsiasi motivo, dal momento che con la cessione viene inevitabilmente a istituirsi la figura giuridica del prestanome.

### Teoria della ditta oggettiva
La teoria della ditta oggettiva non identifica l'imprenditore con la ditta, per cui quest'ultima diventa denominazione durevole dell'azienda, diventa cioè segno distintivo.
In questo modo, la continuità della ditta ne consente il trasferimento come componente - economicamente valutabile - dell'avviamento d'azienda, con conseguente vantaggio anche per l'acquirente, che beneficia della notorietà della ditta acquistata, e senza rischi per i clienti, in quanto la capacità aziendale resta immutata, e per i finanziatori, che comunque usano acquisire informazioni prima di erogare prestiti.

### Teoria della ditta unitaria
Dal momento che la prassi mercantile e giurisprudenziale sembra privilegiare la ditta oggettiva, Cesare Vivante, il maggiore assertore della teoria della ditta soggettiva, attenuandone l'intransigenza, ammette la trasferibilità della ditta per causa di morte del titolare dell'azienda.
Le due dottrine, tuttavia, sembrano prendere in considerazione due aspetti differenti: la ditta soggettiva riguarderebbe la persona dell'imprenditore, dal quale non può essere separato; la ditta oggettiva, invece, sarebbe un segno distintivo dell'azienda, da cui la trasferibilità con l'azienda stessa.
Secondo i sostenitori della ditta unitaria, tuttavia, la ditta è in realtà unica anche se viene osservata da due prospettive diverse: nel codice civile, infatti, la ditta è segno distintivo sia dell'imprenditore che dell'azienda.

## Requisiti
La ditta sorge con l'adozione effettiva e pubblica e deve rispettare il principio di verità e il principio di novità. Per verità si intende che la ditta debba corrispondere al nome dell'imprenditore o contenerne almeno il cognome o al limite le iniziali. La ditta, oltre che al nome patronimico dell'imprenditore, può contenere altri elementi di fantasia (ad esempio "La casa del detersivo di M. Rossi"), che non  contrastano con il principio di verità, ma lo specificano. Per novità invece si deve intendere il fatto che la ditta deve essere idonea a differenziare in maniera inconfondibile l'imprenditore che la usa da qualsiasi altro. Tra l'altro l'imprenditore ha il diritto all'uso esclusivo della ditta da lui prescelta.

### Trascrizione
Per le imprese commerciali trova applicazione il principio della priorità della trascrizione nel registro delle imprese.

### Circolazione
Nel sistema delineato dall'ormai abrogato codice di commercio del 1884 era incerto se il trasferimento della ditta fosse possibile. L'attuale codice civile del 1942 sembra invece aver superato il problema sancendo la trasferibilità della ditta contemporaneamente al trasferimento dell'azienda. Vi è però una differenza tra trasferimento per atto inter vivos e mortis causa, infatti nel primo caso sarà necessario il consenso dell'alienante, nel secondo caso invece la ditta si trasferirà salvo disposizioni testamentarie diverse. Nel caso invece di usufrutto o affitto, la ditta si trasferirà necessariamente. In ogni caso, il trasferimento deve essere iscritto nel registro delle imprese. Con il trasferimento della ditta, il legislatore ne ha salvaguardato il valore economico. I terzi continuano a essere tutelati, in quanto possono conoscere il trasferimento attraverso il registro.